# 洛夏奇

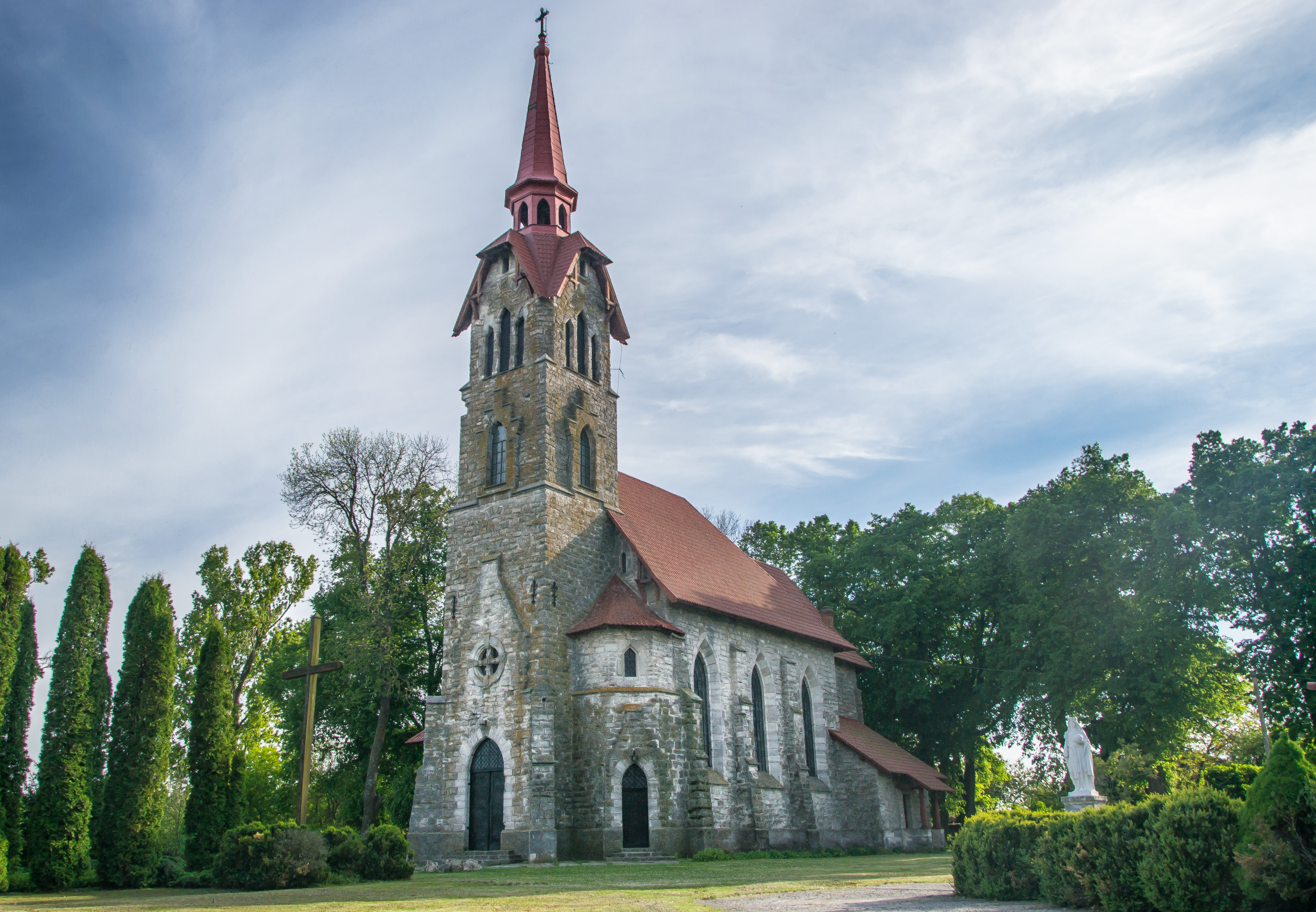

洛夏奇（烏克蘭語：Лосяч）是位於烏克蘭西部特諾皮爾州裏喬爾特基夫區的村莊，處於齊甘卡河畔，距離齊哈內3公里，面積4.4平方公里，海拔高度282米，2001年人口1,252。
48°54′55″N 26°4′46″E / 48.91528°N 26.07944°E